# Zbraslav (hrad)
Hrad Zbraslav se nacházel jihovýchodně od obce Zbraslav v okrese Brno-venkov.
Zbraslavský hrad se v písemných pramenech vůbec nevyskytuje. Je znám pouze z predikátů osobností rodu, z jejíž jedné větve se stali páni z Kunštátu a Poděbrad. Jako první je zmiňován mezi lety 1222 a 1240 Gerhard ze Zbraslavi, poté jeho synové Smil, Boček, Kuna a Mikul. Posledně jmenovaný nebyl oproti svým sourozencům veřejně činný a zůstal na Zbraslavi. V pramenech se dále objevují Mikulovi potomci, jako poslední jsou v roce 1358 uváděni Žibřid a Mikul. V roce 1385 je ještě zmíněn Racek ze Zbraslavi, jehož příslušnost k Gerhardovu rodu není zřejmá, byl však posledním, kdo na hradě sídlil.
Zbytky zaniklého hradu se nacházejí poblíž trati Hradisko, na ostrohu nad soutokem Bílé vody a potoka Žleb. Šíje ostrožny je přeťata příkopem, za ním se nachází plocha předhradí o délce přibližně 50 metrů. Přední díl hradu je oddělen dalším příkopem od hradního jádra; příkop je prstencový kolem celé zadní části, před ním se nachází val, na severovýchodě již sesunutý. Jádro hradu je poměrně malé, v jihovýchodním koutě se nachází deprese, možná po obytné stavbě. Povrchový průzkum prokázal, že hrad byl zděný, podle analýzy vzorků jej lze datovat do 13. a 14. století.